# Abu Dhabi
 Ovo je glavno značenje pojma Abu Dhabi. Za druga značenja pogledajte Abu Dhabi (emirat).
Abu Dhabi, Abu Dabi, Abu Zabi (ar. أبو ظبي Abū ẓabī), je glavni grad Ujedinjenih Arapskih Emirata te drugi po veličini grad u državi, sjedište istoimenog emirata Abu Dhabija. Abu Dhabi smješten je na otoku u Perzijskom zaljevu i ima oko 1,807.000 stanovnika (2023.)
Brzi razvoj i nagla urbanizacija, zajedno s visokim prosjekom prirasta stanovništa, preobrazili su grad u kozmopolitsku metropolu. Danas je grad političko središte zemlje (sjedište državnih institucija), središte industrijske aktivnosti, ali i kulturalno i trgovačko središte. Abu Dhabi je u 2008. generirao oko 56 % BDP-a Ujedinjenih Arapskih Emirata.

## Etimologija imena
Porijeklo imena Abu Dhabija nije posve jasna i postoje više teorija. Jedna od teorija je ta da su na tom području obitavale ẓaby (arapski riječ za divljač, antilope, odnosno gazele). Druga priča govori da je naselje dobilo ime po čovjeku koji je lovio antilope, "ocu gazela" (abu je arapska riječ za oca). Neki su Beduini naselje zvali i Umm Ẓaby ("majka antilopa"). U britanskim arhivima navodi se naziv grada Abu Dhabi. Iako nije poznato kada se prvi put javlja to ime, prema knjigama arapskih povjesničari i pjesnika, ime se prvi put javlja prije više od 300 godina. U starije vrijeme, za Abu Dhabi se rabio naziv milh (arapski za "sol"), vjerojatno zbog slane vode. Danas je to naziv jednog od otoka na obali Abu Dhabija.

## Zemljopis
Abu Dhabi zemljopisno je smješten u sjeveroistočnom dijelu Perzijskog zaljeva, na Arapskom poluotoku. Nalazi se na otoku koji je od kopna udaljen svega 250 metara i s kojim je spojen mostovima Maqta i Mussafah. Trenutačno se gradi i treći most. Otok Abu Dhabi također je mostom povezan s otokom Saadiyatom, dok se most koji će povezati otok Al Reem trenutačno gradi, a njegovo se dovršenje očekuje 2011. godine.
Pretežni dio Abu Dhabija nalazi se na otoku, međutim mnoga predgrađa nalaze se na kopnu, primjerice: Khalifa A, Khalifa B, plaža Raha, naselje Između Dva Mosta, Baniyas i Mussafah.

### Klima
Klima u Abu Dhabiju je pustinjska, suha. Sunčano plavo nebo može se očekivati tijekom cijele godine. U razdoblju od lipnja do rujna uglavnom je vruće i vlažno s prosječnim najvišim temperaturama iznad 35 °C. U tom razdoblju mogu se stvoriti pješčane oluje, koje u nekim slučajevima mogu smanjiti vidljivost na svega nekoliko metara. 
Vrijeme je hladnije od studenog do ožujka. U tom razdoblju postoji mogućnost spuštanja guste magle.

## Promet
Javni gradski promet u Abu Dhabiju uključuje gradski autobusni prijevoz, taksije, trajekte te zrakoplove. 
Zračna luka Abu Dhabi druga je po veličina zračna luka u UAE.

## Vanjske poveznice
|  | Zajednički poslužitelj ima još gradiva o temi Abu Dhabi |

- abudhabi.ae